# Serdyca
Serdyca – wieś na Ukrainie w rejonie lwowskim (wcześniej w rejonie pustomyckim) należącym do obwodu lwowskiego.

## Położenie
Na podstawie Słownika geograficznego Królestwa Polskiego i innych krajów słowiańskich: Serdyca to wieś w powiecie lwowskim, 26 km na płn.-zach. od Lwowa, 7 km na płn.-zach. od Szczerca.